# Benedykt Grabiński
Benedykt Grabiński herbu Pomian (zm. w 1791 roku) – regent kancelarii wielkiej koronnej w 1790 roku, poseł na Sejm Czteroletni  od 1790 roku z województwa podolskiego, członek Zgromadzenia Przyjaciół Konstytucji Rządowej. 2 maja 1791 roku podpisał asekurację, w której zobowiązał się do popierania projektu Ustawy Rządowej.